# Dipleurinodes
Dipleurinodes là một chi bướm đêm thuộc họ Crambidae.

## Các loài
- Dipleurinodes bueaensis (Maes, 1996)
- Dipleurinodes comorensis Leraut, 1989
- Dipleurinodes mineti Leraut, 1989
- Dipleurinodes nigra Leraut, 1989
- Dipleurinodes phaeopalpia (Hampson, 1917)
- Dipleurinodes tavetae Maes, 2004